# Klub Sportowy Widzew Łódź 2010-2011
Questa voce raccoglie le informazioni riguardanti il Klub Sportowy Widzew Łódź nelle competizioni ufficiali della stagione 2010-2011. 

## Rosa
| N. |                       | Ruolo | Calciatore                   |
| -- | --------------------- | ----- | ---------------------------- |
| 13 | Polonia (bandiera)    | P     | Maciej Mielcarz              |
| 23 | Polonia (bandiera)    | P     | Bartosz Kaniecki             |
| 28 | Polonia (bandiera)    | D     | Łukasz Broź                  |
| 2  | Polonia (bandiera)    | D     | Wojciech Szymanek            |
| 5  | Polonia (bandiera)    | D     | Jarosław Bieniuk             |
| 19 | Polonia (bandiera)    | D     | Sebastian Madera             |
| 17 | Polonia (bandiera)    | D     | Tomasz Lisowski              |
| 33 | Brasile (bandiera)    | D     | Carlos Eduardo de Souza Tomé |
| 3  | Portogallo (bandiera) | D     | Bruno Pinheiro               |
| 77 | Tunisia (bandiera)    | D     | Souhail Ben Radhia           |
| 4  | Nigeria (bandiera)    | D     | Ugochukwu Ukah               |
|    | Romania (bandiera)    | D     | Bogdan Straton               |
| 18 | Lituania (bandiera)   | C     | Mindaugas Panka              |
| 16 | Polonia (bandiera)    | C     | Adrian Budka                 |
| 25 | Polonia (bandiera)    | C     | Piotr Kuklis                 |

| N. |                                 | Ruolo | Calciatore          |
| -- | ------------------------------- | ----- | ------------------- |
| 24 | Polonia (bandiera)              | C     | Łukasz Grzeszczyk   |
| 14 | Polonia (bandiera)              | C     | Krzysztof Ostrowski |
| 8  | Polonia (bandiera)              | C     | Rafał Grzelak       |
| 7  | Polonia (bandiera)              | C     | Paweł Grischok      |
| 35 | Polonia (bandiera)              | C     | Damian Radowicz     |
|    | Polonia (bandiera)              | C     | Sebastian Radzio    |
| 30 | Bosnia ed Erzegovina (bandiera) | C     | Velibor Đurić       |
|    | Finlandia (bandiera)            | C     | Riku Riski          |
|    | Lettonia (bandiera)             | C     | Jurijs Žigajevs     |
| 9  | Lituania (bandiera)             | A     | Darvydas Šernas     |
| 20 | Polonia (bandiera)              | A     | Przemysław Oziębała |
| 11 | Polonia (bandiera)              | A     | Marcin Robak        |
| 26 | Polonia (bandiera)              | A     | Piotr Grzelczak     |
| 34 | Polonia (bandiera)              | A     | Sebastian Ceglarz   |